# Laer
Laer település Németországban, azon belül Észak-Rajna-Vesztfália tartományban. Lakosainak száma 6930 fő (2023. december 31.). Laer Altenberge és Horstmar községekkel határos.

## Népesség
A település népességének változása:
| Lakosok száma | 4955 | 6721 | 6768 | 6799 | 6668 | 6805 | 6930 |
|               | 1975 | 2015 | 2017 | 2019 | 2021 | 2022 | 2023 |